# اونتروتورن
اونتروتورن (به لاتین: Unterrothorn) یک کوه در سوئیس است که در کانتون وله واقع شده‌است. اونتروتورن ۳٬۱۰۴ متر بالاتر از سطح دریا واقع شده‌است.